# Necropsia

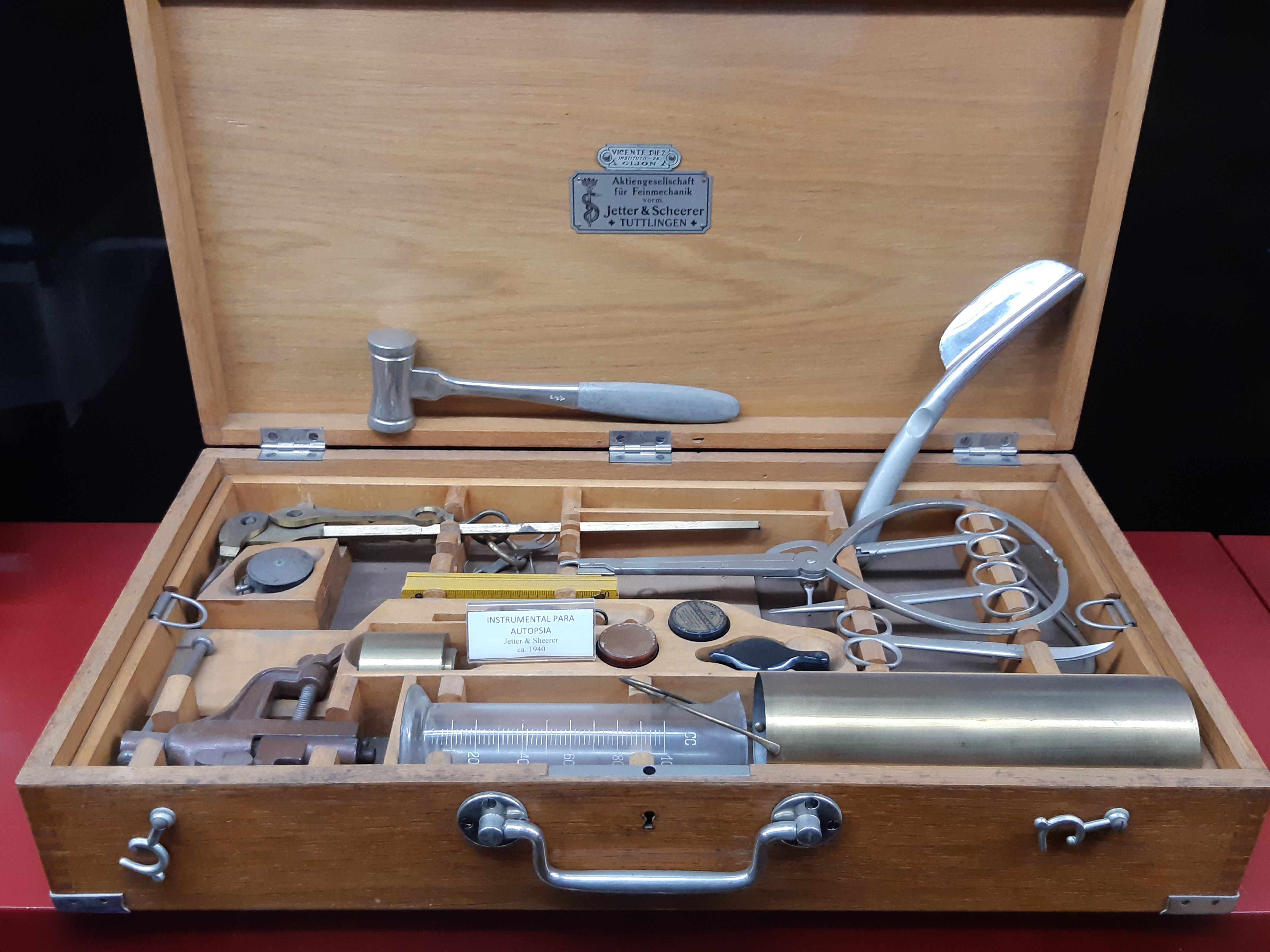
Instrumental para realizar una necropsia, fechado en 1940

La necropsia (de nekros - "cadáver", ὄψις - "vista") es un tipo de autopsia a nivel superficial. Según la Real Academia Española, no es sinónimo de autopsia; los médicos forenses consideran a la necropsia como la exploración física externa de un cadáver que se realiza antes de proceder con la apertura de cavidades, mediante análisis directos y toma de muestras. En español, el término necropsia no solo sirve para nombrar al procedimiento en animales sino también en humanos.
No se debe confundir con el término necropsy, en inglés, puesto que este término se refiere únicamente a un procedimiento científico veterinario a través del cual se estudia un cadáver animal para tratar de identificar la posible causa de muerte, así como la identificación del cadáver.